# Paunküla (zbiornik zaporowy)
Paunküla (est. Paunküla veehoidla) – zbiornik zaporowy w Estonii, w prowincji Harjumaa, w gminie Kõue, pomiędzy wsiami Ardu i Paunküla.

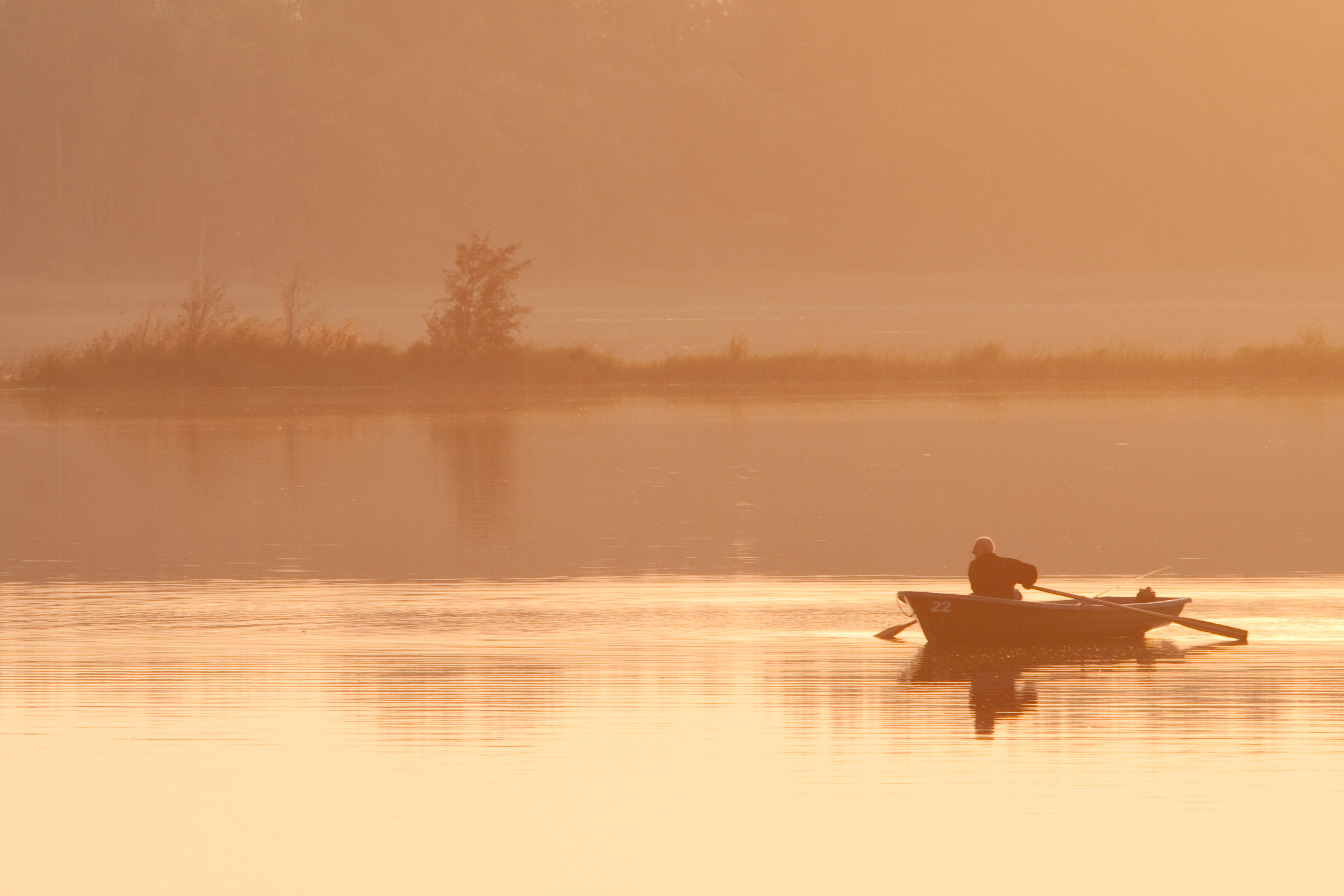
Zbiornik Paunküla

Został utworzony w górnym biegu rzeki Pirita w 1960 r., początkowo zajmując powierzchnię około 3,5 km². W późniejszych latach zbiornik powiększono. Lustro wody zajmuje powierzchnię 4,202 km²; wraz z licznymi wyspami Paunküla rozciąga się na powierzchni 4,561 km². Objętość oszacowano na około 10,1 mln m³. Linia brzegowa ma około 24,5 km długości.
Głębokość maksymalna wynosi 8,7 m i związana jest z położonymi dawniej w północno-wschodniej części tego obszaru jeziorami Tudre, Väikese Seapilli i Suure Seapilli; przeciętna 3,4 m. Najgłębszym z tych trzech jezior było Väikese Seapilli – 4,8 m, Suure Seapilli miało 4,2 m, Tudre 3 m. Wraz z powstaniem zapory wodnej poziom wody wzrósł o 3 m. W połowie lat 70. XX wieku zbiornik powiększono i pogłębiono, osiągając głębokość maksymalną 8,7 m.
Odgrywa znaczącą rolę w zaopatrzeniu Tallinna w wodę pitną. Około 90% zasobów wody pitnej tego miasta pochodzi ze zbiorników powierzchniowych, w tym głównie z jeziora Ülemiste i zbiornika Paunküla.
Ichtiofaunę reprezentują szczupak pospolity, płoć, okoń pospolity, jazgarz, wzdręga, leszcz, krąp, węgorz europejski, karaś pospolity, lin, miętus pospolity i jelec pospolity, rzadziej karaś srebrzysty. Występuje także minóg strumieniowy. Wśród ptaków odnotowano liczne kaczkowate, mewę siwą, rybitwę czarną, bociana czarnego.